# 事件救命医〜IMATの奇跡〜
『事件救命医〜IMATの奇跡〜』（じけんきゅうめいい アイマットのきせき）は、2013年10月6日21時 - 23時10分にテレビ朝日系『日曜エンターテインメント』枠で放送された日本のテレビドラマである。主演は玉木宏。
2014年6月15日に、続編となる『事件救命医2〜IMATの奇跡〜』が放送された。

## 概要
2012年9月1日、警視庁からの要請を受けて日本医科大学付属病院救命救急センターの医師により、24時間態勢の事件現場医療派遣チーム「IMAT(Incident Medical Assistance Team)」が結成された。このIMATを初めてドラマの題材にした、オリジナルのフィクションドラマ。
どんな状況下でも、たとえ犯人でも救命処置に当たる事件現場医療派遣チーム（IMAT）と、場合によっては犯人の命を奪う覚悟の特殊捜査班（SIT）との、いわば対立する立場同士の医療ドラマ×刑事ドラマのヒューマン、サスペンス、アクションの要素がからみあうメディカルサスペンスドラマ。

## キャスト
〈〉は年齢（公式サイトより part1 - part2
）

### 港東医科大学病院 救命救急センター
IMAT
日向晶（ひゅうが あきら）〈32 → 33〉
演 - 玉木宏（少年期：田中理勇）
救命救急センターの救命医。1981年4月15日生まれ。特技はバスケと水泳。いつも笑顔を忘れないほがらかな性格で、担当患者達からは信頼されているが、子供の患者からは少々ナメられている様子。だが、ふとした時に狂気的な一面を見せる。
美山ゆかり（みやま ゆかり）〈32 → 33〉
演 - 貫地谷しほり
救命医。
小倉優斗
演 - 矢柴俊博（part1）
救命医。
宮野真実
演 - 綾那
看護師。
駒井俊介
演 - 河野直樹（part1）
業務調整員。
その他医師
神谷真一
演 - 小木茂光（part1）
救命医。熟練した確かな技術を持つ外科医。
大蔵幾多郎（おおくら いくたろう）〈61〉
演 - 伊武雅刀
救命救急センター長。
看護師
演 - 広瀬麻知子（part1）(静岡朝日テレビアナウンサー)

### 警視庁
特殊捜査班（SIT）
影浦琢磨（かげうら たくま）〈30 → 31〉
演 - 田中圭（少年期：須田瑛斗）
巡査部長。SIT隊員 → 警備部SP。
北新銀行立てこもり事件の後、part2では警視庁警備部に異動。テロ事件で父親を失った恨みから犯人を許さず、常に冷静的。初対面から日向に自分に似たものを感じとる。
大和田（おおわだ）
演 - 小林正寛（part1）
隊員。
SIT隊員
演 - 鈴木貴之（part1）、倉田昭二
車田信也
演 - 小野了
交渉人。
倉田
演 - 渡邉紘平
隊員。技術担当。
荒井健三（あらい けんぞう）〈45 → 46〉
演 - 高橋克典
隊長。管理官。

科学捜査研究所
紗弓真理（さゆみ まり）〈38 → 39〉
演 - 水野美紀
心理分析官。

### part1
北新銀行立てこもり事件
実行犯
青山
演 - 戸次重幸
実行犯のリーダーかつブレーン。飄々と振る舞うが冷徹、警察に対しても不遜な態度で接する。SNSで犯行を実況し世間の反応を煽るが、果たしてその目的は？
城下
演 - 八神蓮
青山の部下。優男。
赤井
演 - 伊藤高史
青山の部下。高圧的な強面。
菊池
演 - 渡辺邦斗

人質・被害者
澤野真由美
演 - 西丸優子
妊娠34週の妊婦。常位胎盤早期剥離を発症し、一時は危険な状態に陥る。
澤野仁
演 - 佐野圭亮
真由美の夫。
野口ゆり
演 - 伊藤星
犯人が起こした爆破事件に母親が巻き込まれる。
その他
寺田貴之
演 - 渡辺哲
東京消防庁救急隊員。
寺田未歩
演 - 八木のぞみ
寺田貴之の娘。できちゃった結婚のため、結婚式には出席しないと父に結婚を祝福してもらえずにいた。
日向定男
演 - 神尾佑
日向晶の父親。1989年に起きた東京スカイランド爆破事件で死亡。

### part2
西郡彩香（にしごおり あやか）〈47〉
演 - 森口瑤子
港東医科大学病院 心臓外科医。
日向晶が慕う、心不全治療のエキスパート。
福沢栄吉（ふくざわ えいきち）〈65〉
演 - 清水章吾
元警察庁長官。現厚生労働副大臣。バスジャック事件に巻き込まれてしまう。
橘亜紀（たちばな あき）〈17〉
演 - 杉咲花
拡張型心筋症の患者。港東医科大学病院で心臓移植を待っている。
橘克己（たちばな かつみ）〈60〉
演 - 山崎一
橘亜紀の父。
横田
演 - 陰山泰
福沢栄吉の秘書。
漆原
演 - 今野麻美
福沢栄吉の第3秘書。
福田美幸
演 - 桃香
看護師。
指揮本部オペレーター
演 - 吉田桃華、小田原れみ、高橋としみ

バスジャック事件
実行犯
戸倉（とくら）
演 - 大東駿介
問神教・バスジャック犯のリーダー。
遠藤
演 - 長田成哉
河野
演 - 磯村勇斗
岩下
演 - 増田修一朗
乗客
山口瑠偉
演 - 大沢ひかる
三島治
演 - 尾関陸
松山八重
演 - 川俣しのぶ
尾田五郎
演 - 渡辺隆二郎
阿川良蔵
演 - 加世幸市

## スタッフ
- 脚本 - 林宏司
- 音楽 - 得田真裕
- 演出 - 星野和成（1）、根本和政（2）
- 助監督 - 柿田裕左
- 撮影 - 宮本亘（1）、中村耕太（2）
- 照明 - 冨川英伸（1）、中島淳司（2）
- 録音 - 北村達郎（1）、国澤藤一（2）
- 編集 - 穂垣順之助（1）、安部華子（2）
- 音響効果 - 佐藤秀国
- サウンドデザイン - 近藤隆史
- CG - イレブングラフィックス
- スタントコーディネーター - 大道寺俊典
- ガンエフェクト - 早川光
- 医療美術 - 井口浩
- 造形 - 松井祐一
- 医療監修 - 横田裕行、布施明、金史英、横堀将司（日本医科大学付属病院 高度救命救急センター）
- 警察監修 - 伊藤鋼一
- IMAT医療指導 - 五十嵐豊、井上泰豪、小原良規、白銀一貴、松本典子、山口昌紘、吉田良太朗（日本医科大学付属病院 高度救命救急センター）
- 医事指導 - 金史英、五十嵐豊、水柿明日美（日本医科大学付属病院 高度救命救急センター）、竹ノ下尚子（日本医科大学武蔵小杉病院 救命救急センター）、山岸絵美（日本医科大学多摩永山病院 女性診療科・産科）、山崎元成、岩村弘志（川崎幸病院）
- 看護指導 - 日本医科大学付属病院 看護部（1）、石田喜代美（2）
- 医療取材協力 - 石田喜代美（1）、加藤倫子（2.順天堂大学医学部附属順天堂医院ハートセンター）
- 技術協力 - アップサイド、BULL
- 美術協力 - テレビ朝日クリエイト
- テレビ朝日編成 - 尾木晴佳（1）、伊藤悠祐（2）
- 制作担当 - 市川幸嗣（1）、竹内暢生（2）
- 制作主任 - 竹内暢生（1）、岩崎光助（2）
- 編成企画 - 稲垣健司（テレビ朝日）
- プロデューサー - 井上千尋（テレビ朝日）、遠田孝一（MMJ）、八巻薫（MMJ）
- AP - 佐々木裕美子、堀江愛佳
- 制作 - テレビ朝日、MMJ